# Мантойффелі

Герб Мантойффелів.

Манто́йффелі (нім. Manteuffel), або фон Манто́йффелі (нім. von Manteuffel, «Мантойффельські») — німецький шляхетний рід. Піддані Бранденбургу, Пруссії, Мекленбургу, Саксонії, Швеції, Росії. Походить із Померанії, від анкламського війта Йогана Мандюеля (лат. Johannes Mandiuel), що згадується у джерелах під 1256 роком. Ймовірно були споріднені із вестфальським родом Кергаймів. Поділялися на чотири гілки. 1709 року представник саксонської гілки Ернст-Крістоф отримав титул фрайгера, а 1719 року — титул графа. Він помер бездітним, але його спадок перейшов до названого сина Крістофа-Фрідріха фон Міледорффа, який з дозволу саксонського курфюрста Фрідріха-Августа продовжив фрайгерську лінію Мантойффелів. Його нащадки служили у прусській та німецькій арміях. Представник іншої, баварської гілки роду — Готтліб-Йозеф отримав 1790 року титул імперського графа. Його нащадки були внесені до матрикулу баварської шляхти 1810 року, але лінія перервалася 1815 року. Не пов'язаний із балтійським родом Цеге-Мантойффелів.

## Назва
- Манто́йффель (нім. Manteuffel); інший застарілий запис — Манто́йфель, Манте́йфель, Манте́йффель.

## Герб
У срібному полі червона балка. Намет червоний підбитий сріблом. У клейноді чорні крила.

## Представники
- Гассо фон Мантойффель (1897 — 1978) —  німецький генерал.